# Pherbellia fisheri
Pherbellia fisheri är en tvåvingeart som beskrevs av Orth 1987. Pherbellia fisheri ingår i släktet Pherbellia och familjen kärrflugor. Inga underarter finns listade i Catalogue of Life.